# V393 Scorpii
V393 Scorpii ist ein Doppelsternsystem bestehend aus einem Riesen der Spektralklasse B und einem Begleiter in einer Entfernung von etwa 2350 Lichtjahren. Er gehört zu den Doppelperiodischen Veränderlichen.